# Expedição Vega

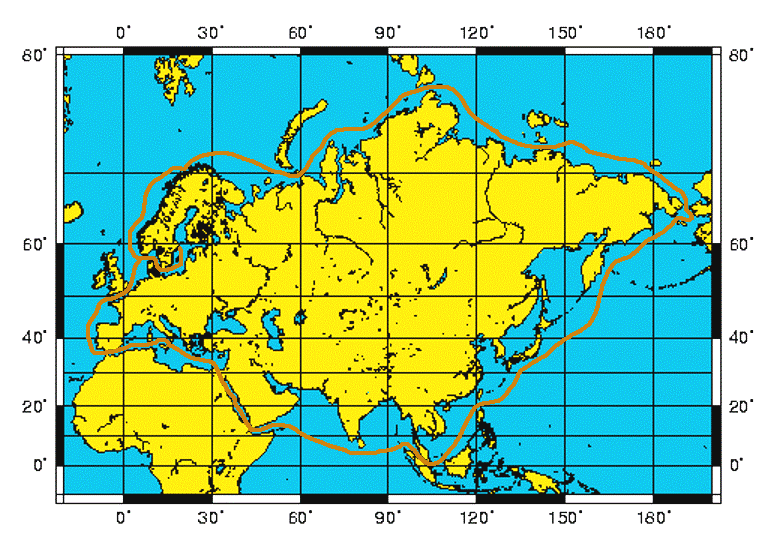
Mapa com a rota da expedição Vega.

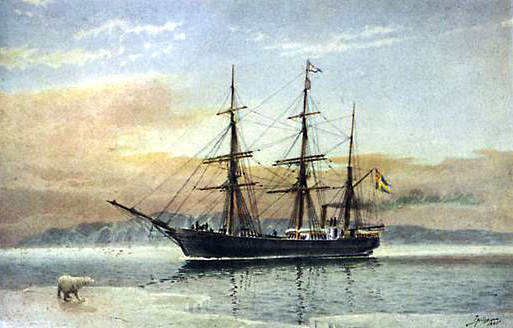
O navio Vega

A expedição Vega (em sueco:  Vegaexpeditionen) de  1878–1880, sob a liderança do navegador  sueco-finlandês Adolf Erik Nordenskiöld, foi a primeira expedição no Árctico a navegar pela passagem Nordeste, a rota marítima entre a Europa e a Ásia pelo oceano Ártico, e a primeira viagem a circum-navegar o território que um dia foi a Eurásia.
A expedição foi conduzida com os navios Vega e Lena, sob o comando de Louis Palander. Partiu de Tromsø, no norte da Noruega, em 21 de julho de 1878, passou o inverno na Península de Chukotka, no extremo leste da Rússia, navegou pelo Oceano Pacífico, Mar Vermelho e Mar Mediterrâneo, e regressou a Estocolmo, na Suécia, em 24 de abril de 1880.
Inicialmente, a empreitada foi tumultuada, mas seu sucesso final é considerado uma das maiores conquistas da história da ciência sueca.